# بيتر إدواردز
بيتر إدواردز (بالإنجليزية: Peter Edwards)‏ هو فيزيائي وكيميائي بريطاني، ولد في 30 يونيو 1949 في ليفربول في المملكة المتحدة.

## وصلات خارجية
- بيتر إدواردز على موقع إن إن دي بي (الإنجليزية)